# Pezzaze
Pezzaze – miejscowość i gmina we Włoszech, w regionie Lombardia, w prowincji Brescia.
Według danych na rok 2004 gminę zamieszkiwało 1600 osób, 76,2 os./km².